# Tulsa sound

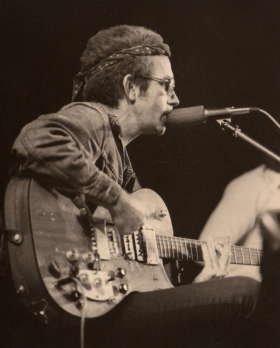
J.J. Cale

Il Tulsa sound è uno stile musicale che prende origine dalla città di Tulsa (Oklahoma). È un mix di diversi generi, tra i quali Rockabilly, Rock 'n' roll, Blues e Country della fine degli anni '50 e dell'inizio degli anni '60. Alcuni artisti il cui stile era identificabile con il Tulsa sono J.J. Cale, Rocky Frisco, Leon Russell, Elvin Bishop, Roger Tillison, Gene Crose, David Gates, Dwight Twilley, il gruppo The Gap Band, Jim Byfield, Clyde Stacy, John D. Levan, Bill Pair, The Zigs, Gus Hardin e Don White.
Lo stile tulsa influenzò alcuni artisti successivi, tra cui il celebre chitarrista Eric Clapton, nel cui gruppo suonarono per dieci anni artisti di Tulsa: Carl Radle al basso, Dick Sims all'organo e Jamiez Oldaker alla batteria. In quel periodo Clapton faceva molti tour nell'area della città di Tulsa. Il critico musicale Robert Christgau, commentando l'album Backless del 1978, scrisse: "
Whatever Eric isn't anymore... he's certainly king of the Tulsa sound" ("Qualunque cosa Eric non sia più... egli è certamente il re dello stile Tulsa").